# Доисторическая Месопотамия
Доисторическая эпоха в Месопотамии охватывает время от первых следов пребывания человека до возникновения в Месопотамии цивилизации (середина IV тысячелетия до н. э.) или до появления там первых государств (начало III тысячелетия до н. э.).

## Природные условия
Месопотамия (др.-греч. Μεσοποταμία «Междуречье») — область в Передней Азии между реками Тигр и Евфрат. Как географическое целое образована Месопотамской низменностью — неглубокой впадиной между Аравийским плато и Иранским нагорьем. Выделяют Верхнюю (Северную) и Нижнюю (Южную) Месопотамию, значительно отличающиеся по природным условиям; примерная граница между ними проходит по линии Хит—Самарра.

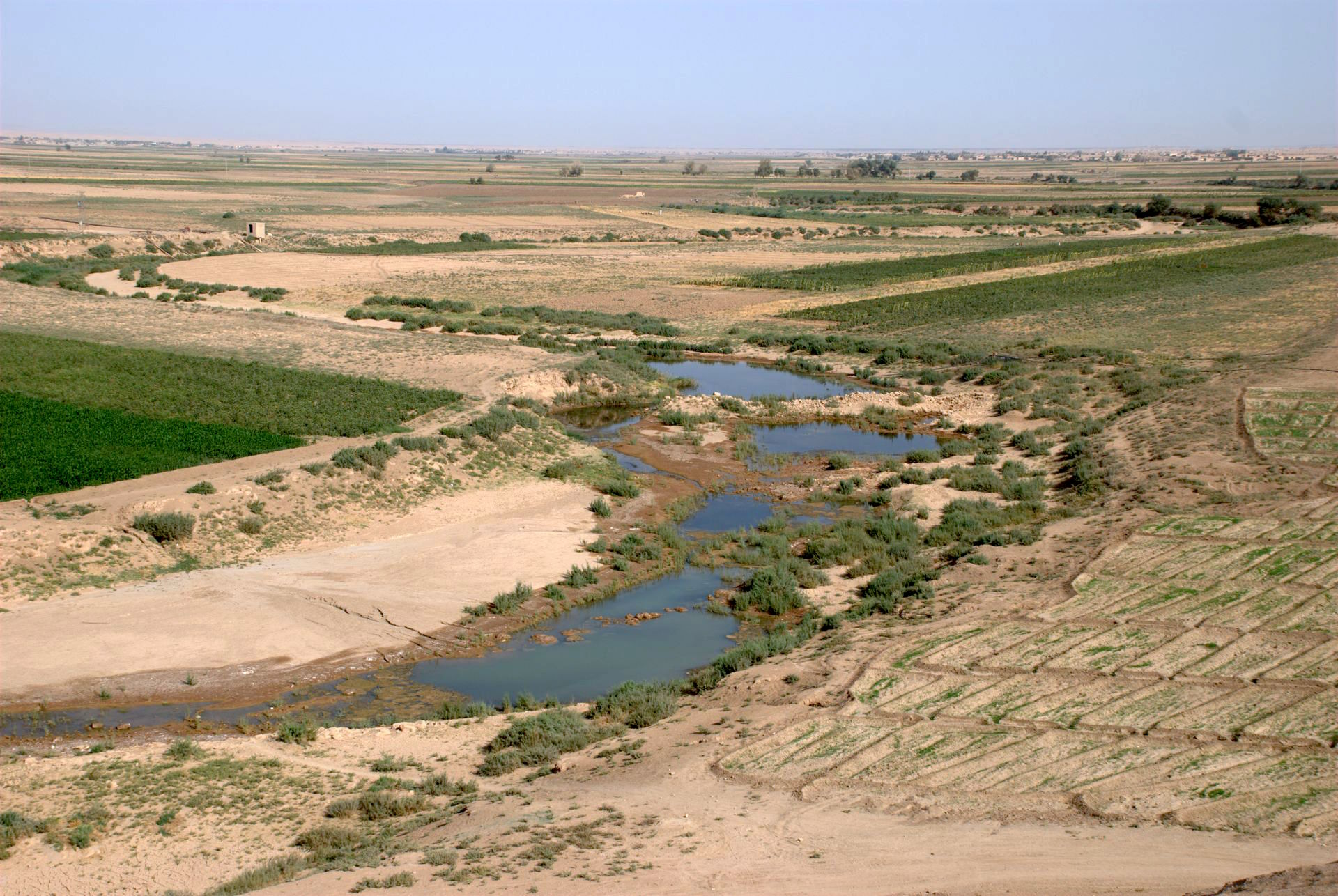
Ландшафт Верхней Месопотамии. Джезире, река Хабур

Верхняя (Северная) Месопотамия — занимает плато Джезире, Ассирию и прилегающие предгорья (Тавра и Загроса). Через Верхнюю Месопотамию проходит среднее течение Тигра и Евфрата и долины их притоков — рек Белих, Хабур, Большой и Малый Заб. Климат преимущественно субтропический, на юге — тропический. Джезире (Эль-Джазира, араб. «остров») — обширная равнина, пересечённая невысокой грядой Джебель-Синджар; значительная часть её покрыта cухими степями (полупустынями), переходящими на юге в голое плато — «гипсовую» пустыню. Ассирия — усеянная холмами каменистая степь с участками хорошей земли, пригодной для возделывания. Ландшафт Верхней Месопотамии сравнительно однообразен и уныл: бо́льшую часть времени он пустынен и гол, но весной покрывается травами и цветами (тюльпаны, крокусы); по берегам рек, в селениях обычны пирамидальные тополя. Лишь в предгорьях и на прилегающих горных склонах встречаются заросли кустарников (миндаль, фисташка, кизил) и рощи из низкорослого дуба, реже — хвойных деревьев. При приближении к южной пустынной зоне растительность становится редкой (преимущественно полынь) и исчезает вовсе. Наиболее плодородные земли лежат на севере (часть так называемого гористого обрамления Плодородного Полумесяца), наименее плодородные — на юге («гипсовая» пустыня).

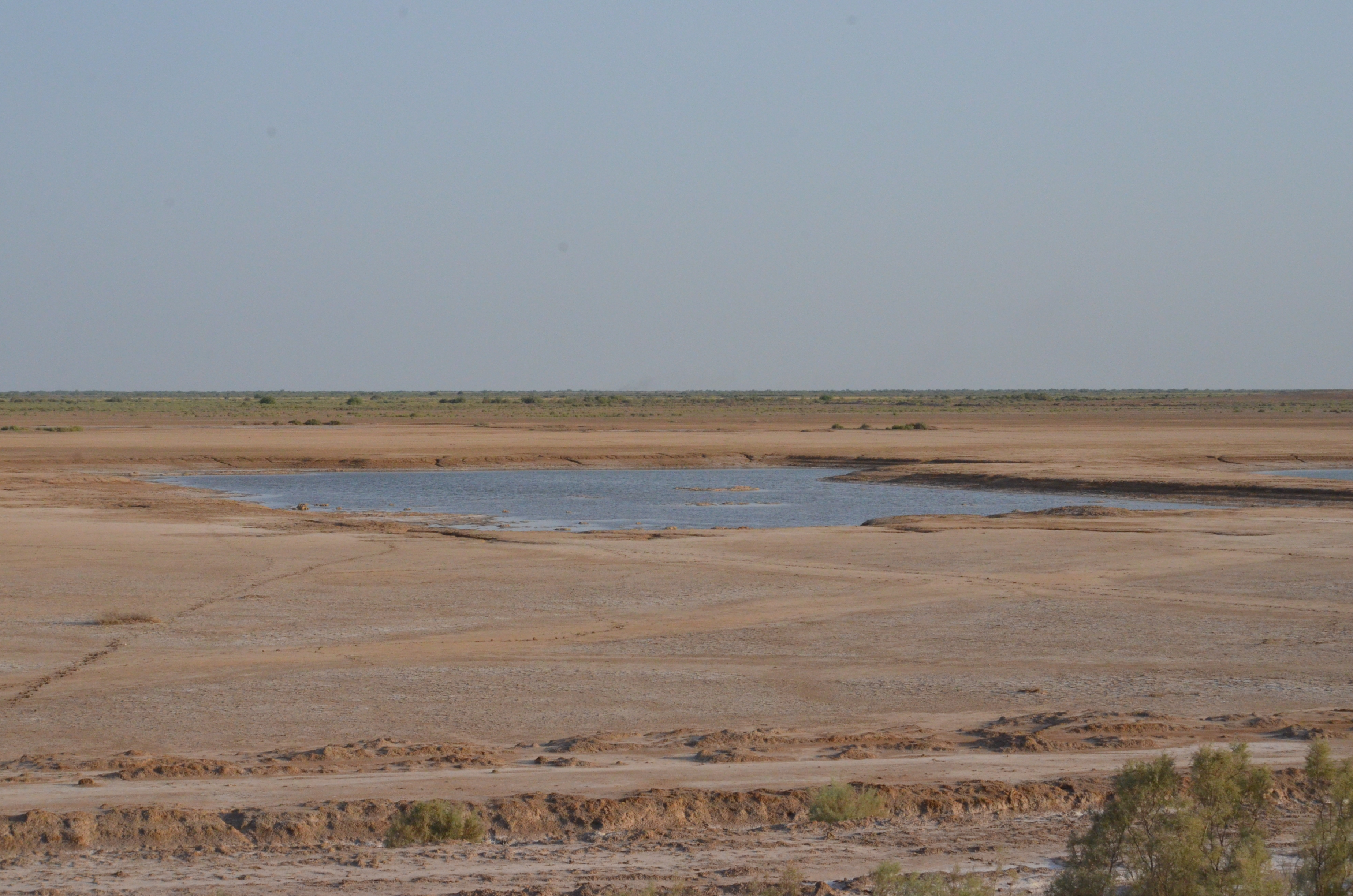
Исконный ландшафт Нижней Месопотамии. Пейзажи Южного Ирака

Нижняя (Южная) Месопотамия — охватывает аллювиальную долину Тигра и Евфрата (совр. Южный Ирак); иногда именуется Ирак, Эль-Ирак (араб. العراق «берег, побережье»). Через Нижнюю Месопотамию проходит нижнее течение Евфрата, Тигра и долина притока последнего — реки Диялы. Низкий уклон течения двух рек обуславливал частые миграции их русел, образование многочисленных рукавов, мелководных стариц, заболоченных участков; вся равнина Нижней Месопотамии сложена мощным слоем речных наносов (аллювия), остававшихся после ежегодных паводков. Климат жаркий, тропический. Высокие температуры (до 50°С летом) в сочетании со значительной влажностью, отсутствием естественной тени и обилием насекомых — переносчиков разнообразных болезней — делают Нижнюю Месопотамию неблагоприятной для жизни человека. Исконный ландшафт однообразен: плоская равнинная пустыня, с тростниковыми зарослями у заболоченных водоемов. Растительный мир скудный: помимо тростника, растут тамариск, полынь; по берегам рек встречаются ивы. Вероятно ещё в убейдский период была введена культура финиковой пальмы — важнейшего местного растения и основы садоводства. Главное богатство Нижней Месопотамии — аллювиальные почвы, отличающиеся особым плодородием, но их использование было возможно только с применением искусственного орошения (ирригации). Технологией ирригации обладало (убейдское) население тех мест — носители материальной культуры эпохи энеолита (медного века); следов более раннего населения в Нижней Месопотамии не обнаружено.
При описании древнейшей истории Ближнего Востока, в научной литературе встречаются термины «Большая Месопотамия», Тавро-Загросская дуга, Плодородный Полумесяц и его холмистые обрамления.

## Эволюция материальной культуры

### Палеолит
Древнейшие следы присутствия человека на территории Месопотамии зафиксированы на палеолитическом поселении Барда-Балка (датировка неясна). Большинство связываемых с Месопотамией памятников палеолита сосредоточено не на самой равнине, а в прилегающих предгорьях, горных долинах Загроса, где самым известным поселением среднего палеолита (мустье) является пещера Шанидар, населённая неандертальцами; костные останки из Шанидара той эпохи датируются временем около 50—70 тысяч лет назад. В эпоху верхнего палеолита мустьерские памятники Загроса перезаселяются людьми современной анатомии (кроманьонцами) — носителями барадостской археологической культуры (около 35 тысяч лет назад). Впоследствии в Загросе распространились памятники зарзийской культуры (около 18—8 тысяч лет назад), ранние фазы которой относятся к верхнему палеолиту, а поздние — к последующему времени протонеолита.

### Эпипалеолит. Протонеолит
В эпоху протонеолита (в прежних публикациях — мезолита) в прилегающих к Месопотамии областях Загроса существовали поселения нескольких археологических культур: зарзийской, Карим-Шахирcкой и традиции Зави-Чеми—Шанидар (последние иногда объединяются в одну Шанидар-карим-шахирскую культуру). Наступление аллерёдского потепления способствовало расселению людей из горных районов, появлению поселений уже на самой равнине; одним из таких памятников было поселение Али-Кош в Сузиане. В то же время, собственно Месопотамская равнина активно осваивается эпипалеолитическим населением Восточного Средиземноморья — сначала носителями геометрической кебарской, а затем — натуфийской культуры; именно натуфийцы основали будущие неолитические поселения в области Среднего Евфрата — Мурейбет и Абу-Хурейру

### Докерамический неолит

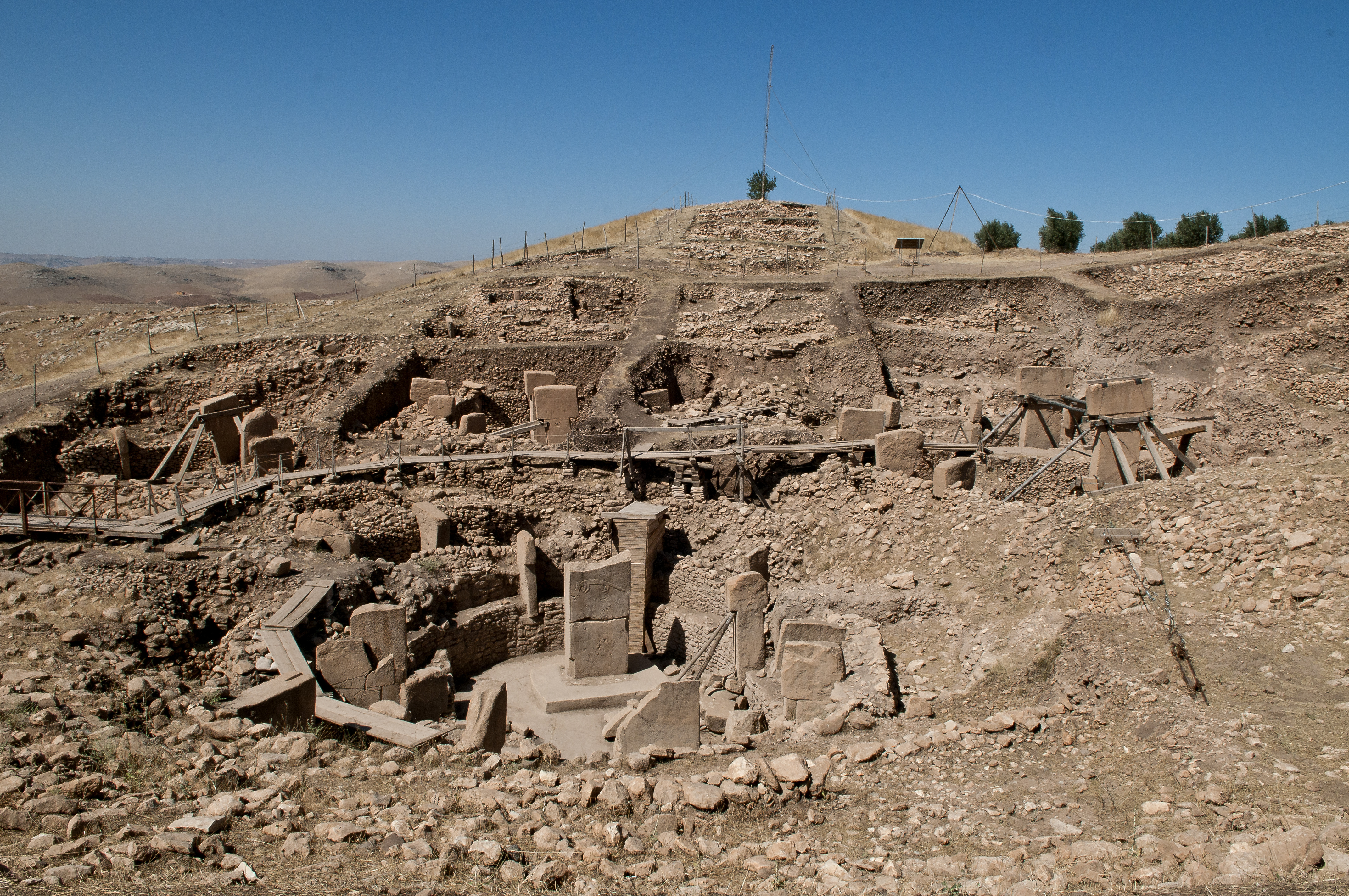
Руины Гёбекли-тепе

Древнейшим очагом неолитической революции в мире считается Передняя Азия, где передовыми зонами становления производящего хозяйства были предгорья Тавро-Загросской дуги (так называемые «холмистые фланги» Плодородного Полумесяца). Неолитизация Передней Азии происходила в условиях смягчения климата, совпавшего с окончанием позднего дриаса; в предгорьях и примыкающих равнинах Тавро-Загросской дуги улучшение природных условий способствовало особому изобилию пищевых ресурсов, интенсивная эксплуатация которых могла дать значительный объём излишков. В этих условиях в 9-м—7-м тысячелетиях до н. э. в указанных районах распространились поселения докерамического неолита, жители которых смогли создать яркую материальную культуру, стоявшую у истоков месопотамской цивилизации. Археологические раскопки свидетельствуют о том, базирующиеся на эффективной экономике местные коллективы ещё тогда начали возводить особые общественные сооружения с чертами условной монументальности — склепы (в Чаёню-тепеси), святилища (в Невалы-Чори) и здания для собраний (в Мурейбете, Джерф-эль-Ахмаре); известны также циклопические стены (в Телль-Халуле), древнейшие системы канализации или стока (в Джа’де-эль-Мугаре), мегалитические сооружения («месопотамский Стоунхендж» в Гёбекли-тепе, мегалит в Барда-Балке). С началом новой фазы глобального похолодания расцвет культур докерамического неолита прервался, их важнейшие памятники пришли в упадок, а значительная часть достижений была утрачена.

### Керамический неолит

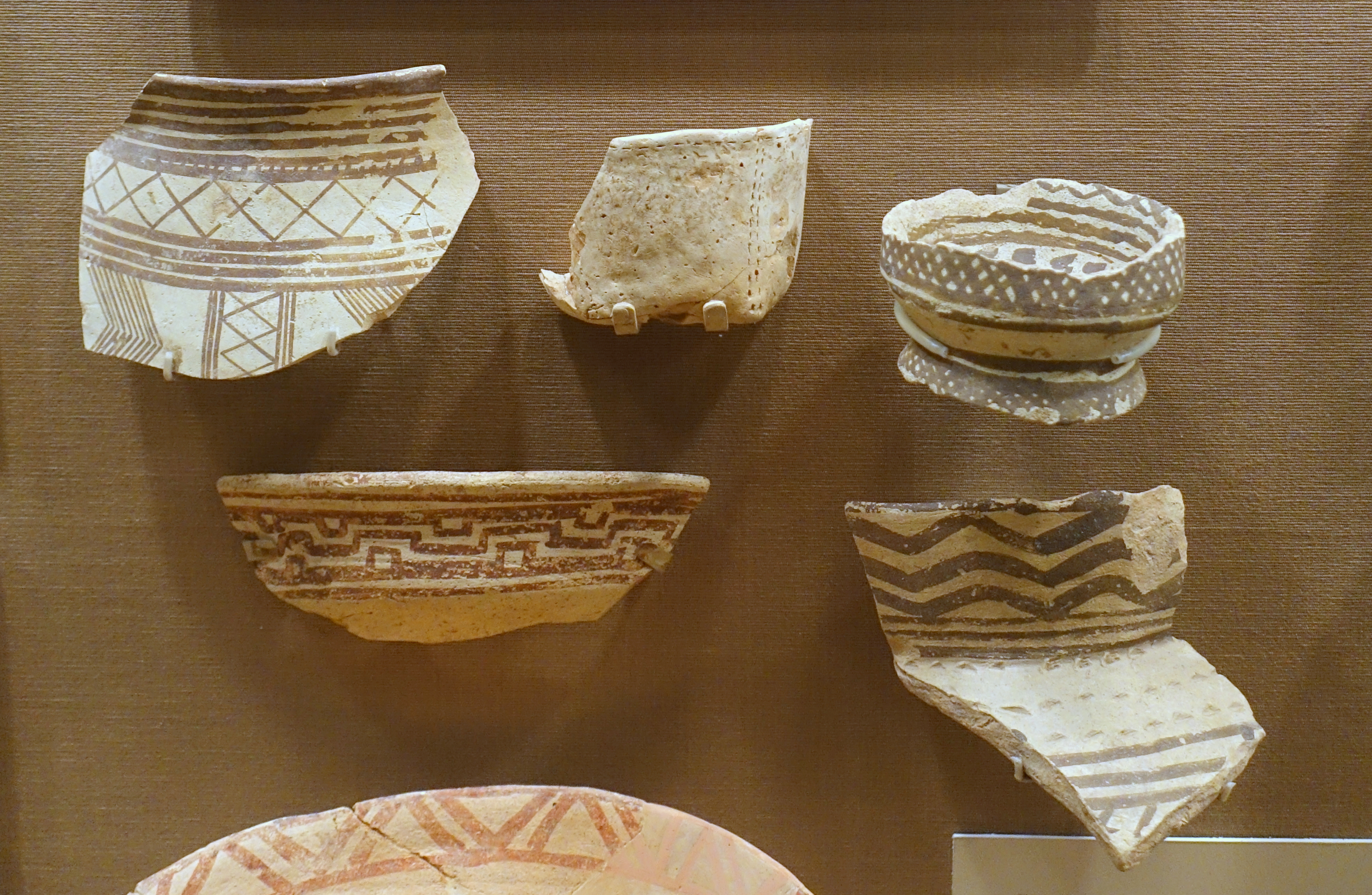
Керамика самаррской культуры. Музей Восточного Института Чикагского университета

В период керамического неолита (7-е—6-е тысячелетия до н. э.) месопотамские общины использовали и развивали уцелевшие достижения раннего неолита; однако уровень производства там, в целом, был невысоким. Люди того времени жили в маленьких рассеянных деревнях, занимались земледелием и скотоводством, отчасти — охотой и собирательством; важнейшей чертой их быта являлась глиняная посуда, стили которой позволяют выделить соответствующие археологические культуры (Телль-Сотто—Умм Дабагия, Халаф, Хассуна—Самарра, ранний Убейд); на периферии могли также существовать пережитки бескерамических традиций (Джармо). Согласно распространённой точке зрения, качественный сдвиг в эволюции месопотамских общин был связан с освоением аллювиальных почв южной части региона, отличавшихся особым плодородием. Расположенные в аридной зоне, эти почвы стали доступны лишь с изобретением ирригации, технология которой впервые появилась у самаррских общин (см. канал в Чога-Мами). Считается, что северомесопотамские (прежде всего самаррские) коллективы колонизировали Южную Месопотамию, где смешение неких пришлых и гипотетических автохтонных элементов породило культурную традицию Убейда.

### Энеолит. Убейдский период

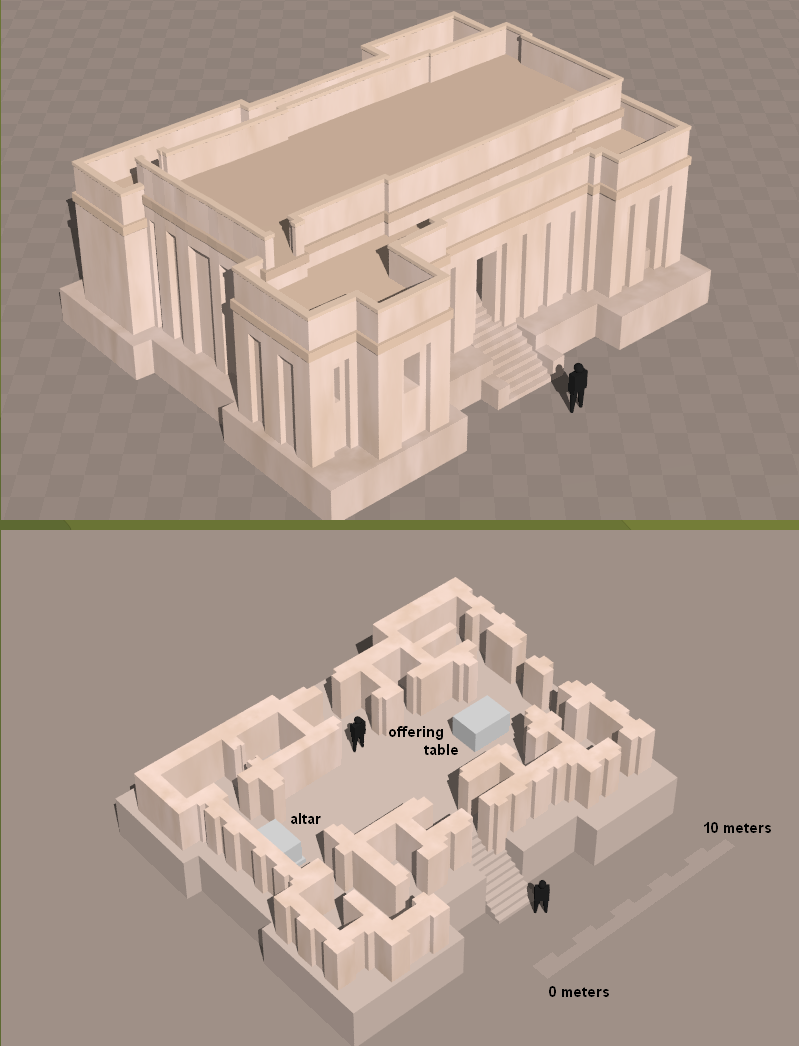
Позднеубейдский храм в Эреду. Реконструкция

Убейдский период (7-е—начало 4-го тысячелетия до н. э.) принято связывать с эпохой энеолита, однако ранние убейдские фазы (Уэйли, Эреду и Хаджи-Мухаммед) синхронны и типологически близки соседним поздненеолитическим культурам (Хассуна—Самарра, Халаф). На протяжении всей убейдской эпохи и без того тяжелые климатические условия Южной Месопотамии продолжали ухудшаться; борьба с прогрессировавшей аридизацией требовала от местных общин качественного технологического ответа. Среди таких ответов было одомашнивание финиковой пальмы, давшее возможность выращивать в её тени огородные культуры (ярусное садоводство); введение и массовое производство глиняных серпов значительно снижало затраты на орудия труда; однако для достижения успехов в важнейшей отрасли сельского хозяйства — ирригационном земледелии — требовалась организации совместных усилий большого количества людей. В условиях предполагаемого эгалитаризма раннеубейдских коллективов такая координация не могла быть следствием централизованного принуждения; более вероятно, что она базировалась на добровольной основе, скреплявшейся совместными культовыми церемониями. Отражением этих совместных культов могли быть многофункциональные общественные здания — условные храмы того времени; со временем, связанный с этими постройками персонал мог перенимать роль центральной администрации.
В эпоху зрелых убейдских фаз (5-е—начало 4-го тысячелетия до н. э.) ярко проявился эффект технологических и организационных достижений предыдущего времени, а в среде местных обществ наметились тенденции в направлении урбанистической революции. Для стандартного и позднего Убейда характерны: увеличение населения, рост количества и размеров поселений, первые шаги в формировании ирригационных сетей, увеличение объема и стандартизация ремесленного производства, развитие торговли (обмена), расширение внешних связей и т. д. Убейдские традиции распространяются по всей Месопотамии, формируя на севере особую синкретическую культуру (Северный Убейд), а в соседних регионах — близкие по облику археологические традиции (Сузы А и др.). Выйдя на ведущие позиции во всей Месопотамии, общества Юга продолжали социально-экономическую трансформацию. Долговременные объединения общин, связанные едиными культами и совместным трудом, постепенно образовывали особые территориальные структуры — предшественники «номов» исторического времени. Управление такими структурами исследователи связывают с персоналом важнейших святилищ: о поступательном увеличении роли храмов ярко свидетельствуют раскопки в Эреду, где местная культовая постройка эволюционировала от небольшой «часовни» до почти монументального сооружения зрелого архитектурного стиля. Храмовая администрация могла составлять основу формирующейся элиты убейдского общества; исследователи даже предполагают существование в то время предгосударственных образований (сложных вождеств). Однако признаки знати в убейдском археологическом материале ненадёжны, что может объясняться сдерживающим влиянием социальных норм. Являясь центральным координирующим институтом, главные святилища становились местами притяжения окрестного населения; яркие свидетельства таких переселенческих процессов обнаружены в Эреду, где в позднеубейдское время возник масштабный некрополь. Связь храмов с процессами урбанизации святилищ соответствует шумерским представлениям о возникновении первых городов Месопотамии из храмов; собственно, в убейдскую эпоху были основаны древнейшие центры будущей шумерской цивилизации: Эреду, Ур, Урук, Лагаш и др.
К концу убейдской эпохи прогрессирующая аридизация климата достигла пика, а условия проживания в Южной Месопотамии приблизились к экстремальным (засуха 3900 лет до н. э.). На фоне климатических изменений местные общества переживали масштабные потрясения: археологи фиксируют исчезновение периферийных поселений и укрупнение центральных (превращение их в протогорода, как в Эреду), примитивизацию (или стандартизацию) керамического производства, появление оружия и металла (медь) в захоронениях, изменения в погребальном обряде. Повсеместно в Месопотамии убейдская культура трансформируется в урукскую; именно эти изменения исследователи начала XX века связывали с предполагаемым приходом шумеров.

### Начало эпохи бронзы. Протописьменный период

Урукская колонизация

Возникновение цивилизации в Месопотамии традиционно связывается с эпохой Урук (середина 4-го тысячелетия до н. э. — начало 3-го тысячелетия до н. э.); вслед за Г. Чайлдом указанный процесс принято именовать «городской революцией». В рамках урукской эпохи часто выделяют особый период Джемдет-Наср (конец 4-го тысячелетия до н. э. — начало 3-го тысячелетия до н. э.), который описывают отдельно от остальной, более ранней части Урука (середина 4-го тысячелетия до н. э.). Выделение эпохи Урук и периода Джемдет-Наср осуществлено археологами на основании особенностей керамики (нерасписной и расписной полихромной соответственно); по этой же причине Урук и Джемдет-Наср иногда фигурируют как археологические культуры. Среди историков и лингвистов используется также иное название эпохи — Протописьменный период, который в одной трактовке совпадает с эпохой Урук (то есть соответствует слоям XIV—IV Варки), по другим — начинается лишь со слоёв V—IV b указанного памятника. Соответственно, ранняя часть указанной эпохи выделяется как I Протописьменный период (ПП I), поздняя, соответствующая культуре Джемдет-Наср — II Протописьменный период. Для северных частей Месопотамии урукская эпоха иногда именуется как период Гавры. Урукским временем датируются древнейшие письменные источники (архив храмовой отчётности из Урука), которые, несмотря на полупиктографический характер, исследователи традиционно связывают с шуме́рами. По этой причине саму цивилизацию Древней Месопотамии на ранних этапах часто именуют шумерской или просто Шумером

#### Урукский период
Урукская археологическая культура названа по характерным находкам в XIV—IV слоях раскопок древнего города Урук. Ей предшествует культура убейдского времени, представленная в Уруке более ранними слоями (XVIII—XV). Культура Урука характеризуется красной и серой керамикой, сделанной на гончарном круге, и развитой металлургией. В это время появляются цилиндрические печати (слой X), древнейшие шумерские пиктографические документы на глиняных табличках (слой IV), возводятся монументальные здания из сырцового кирпича — открытые раскопками в центре города Урука «Красное здание» (возможно, место народных собраний) и «Белый храм». Носители культуры Урука занимались земледелием и скотоводством. Происходило разложение первобытнообщинных отношений и возникали элементы классовых, получивших дальнейшее развитие на следующем этапе (конец 4-го тыс. до н. э.), который характеризуется находками (в III слое Урука и др. местах) типа Джемдет-Наср. Продолжение роста поселений приводило к появлению первых городов, таких как Эреду и Урук на юге, Телль-Брак на севере. Города были центрами притяжения специализированных ремесленников и торговцев; само ремесло приобретало все больше черт обособления (стандартизированные формы керамики, изготовленной на гончарном круге, украшения из драгоценных материалов, появление цилиндрических печатей; возникновение сложных и концептуальных изобразительных стилей). Развитие храмов и управляющих институтов подразумевало появление соответствующих специалистов — жрецов и чиновников разного рода. Прогрессировало социальное расслоение: для урукской эпохи фиксируются погребения с украшениями из золота и драгоценных камней (в Тепе-Гавре); богатства также могли концентрироваться в руках управленческой или жреческой верхушки, распоряжавшихся этими излишками от лица общины или божества и формировавших «правящий класс». В частности, на концентрацию прибавочного продукта указывал характер эволюции важнейших культовых сооружений, появления первых монументальных построек («Белый храм» в Уруке). Расширение храмового хозяйства требовало изобретения развитой системы учёта: на смену традиционным печатям и значкам-токенам в Южной Месопотамии пришло полупиктографическое письмо, впоследствии преобразовавшееся в клинопись. Централизованное управление позволяло организовывать торговые экспедиции на далёкие расстояния, примером таких связей может служить находка лазурита в Тепе-Гавре, источником которого мог быть только Бадахшан. В целом, совместное проживание разных групп населения в городах приводило к смазыванию традиционного родового деления и закладывало основы политической организации.
Специалисты Института археологии РАН относят артефакты нижнего слоя раскопок в Телль Хазна l к Урукской культуре.

#### Период Джемдет-Наср
Период Джемдет-Наср (конец IV—начало III тысячелетия до н. э.) продолжал урбанистическую революцию в Южной Месопотамии. Дальнейшей прогресс в экономике отражался в развитии ирригационной сети, расширении межрегиональных торговых связей, совершенствовании ремесла и его стандартизации на обширной территории Юга. Доминирующей культурой Южной Месопотамии оставалась шумерская: архаические письменные источники того времени связывают с шумерским языком. Развитие храмовых хозяйств привело к появлению первых архивов табличек учёта, выполненных архаической клинописью. С храмами было связано выделение лидеров местных территориальных общин (так называемые вожди-жрецы): в рассматриваемое время появились их первые изображения. Выделение элиты сопровождалось завоевательными походами в соседние страны, прежде всего в горную страну — Элам: древнейший иероглиф, обозначавший раба трактуется как «человек гор, чужак». Возникли первые династии шумерских правителей, смутные воспоминания о которых отразились в легендах о «допотопных» царях, последовательно правивших в отдельных городах Юга. Централизация территориальных общин привела к формированию системы «номов» — будущих городов-государств Шумера. В указанное время уже могли существовать «номы» с центрами в городах: Эшнунна, Сиппар, Джемдет-Наср и Телль-Укайр (совместно), Киш, Абу-Салабих, Ниппур, Шуруппак, Урук, Ур, Адаб, Умма, Ларак, Лагаш и Акшак. К концу периода Джемдет-Наср относятся следы масштабного наводнения, воспоминания о котором частично легли в основу мифа о Всемирном потопе. Совпавшие с этим изменения в материальной культуре в начале XX века интерпретировались как свидетельства вторжения нового населения — восточных семитов (предков акка́дцев); однако обстоятельства и время появления последних в Месопотамии остаются неясными.

## Население
С древнейших времён население Южной Месопотамии было смешанным: шумерский компонент преобладал лишь в южной её части (Киэнги), в то время как на севере значительную долю могли составлять восточные семиты, предки аккадцев; вероятно также, что какую-то часть населения могли составлять гипотетические дошумерские аборигены, существование которых ненадёжно реконструируется по данным языка (дошумерский субстрат).

### Дошумерский субстрат. Субареи
Этническая структура населения Северной Месопотамии для начала исторической эпохи остаётся неясной: находясь на периферии шумерской цивилизации, местные общины не оставили синхронных письменных источников и в целом их уровень развития был тогда ниже. Для обозначения местного аборигенного населения (также гипотетического) иногда используется термин «субареи», образованный от топонима Субир/Субарту — древнейшего названия земель исторической Ассирии; в последующее время под субареями понимали прежде всего хурритов.

### Шумеры
Шуме́ры — древнее население Южной Месопотамии, на языке которых созданы самые ранние достоверно читаемые источники; вопрос о времени и обстоятельствах появления/формирования этого населения представляет собой одну из сложнейших научных проблем — «шумерский вопрос» (нем. die Sumerische Frage; впервые сформулирован Ф. Вейсбахом). Коренная территория шумерской цивилизации состояла из двух основных частей: южной — собственно Шуме́р (аккад. Šumer, этим именем иногда обозначают всю шумерскую цивилизацию) или Киэнги, и северной — Акка́д (аккад. Akkad) или Киури.

### Аккадцы
Акка́дцы — древнее население Месопотамии, говорившее на языке восточной семитской ветви. Обстоятельства и время их появления в Месопотамии неясны: в то время как одни исследователи (И. М. Дьяконов) реконструируют переселение восточных семитов из Аравии в начале 3-го тысячелетия до н. э., другие (А. Ю. Милитарёв) доказывают бо́льшую древность их пребывания в землях Плодородного Полумесяца. На коренной территории шумерской цивилизации — в Нижней Месопотамии — восточные семиты составляли значительную долю лишь в северной области Киури (будущий Аккад), где ведущим государством был Киш. Древнейшие надписи на соответствующем языке датируются периодом Фара (или РД IIIa) и представлены, преимущественно, личными именами. Выдвижение восточных семитов на ведущие позиции в месопотамской истории связано с возникновением Аккадского царства, существование которого очерчивает границы так называемого аккадского или староаккадского периода.

## Комментарии
1. ↑  Долгое время считалось, что Месопотамия изначально была недоступна заселению, так как океанические воды покрывали её вплоть до широты современной Самарры. Предполагалось, что лишь в процессе медленного отступления вод Персидского залива на юг люди начали осваивать регион; при этом осушение Южной Месопотамии произошло позже всего — в эпоху самаррской культуры, носители которой и основали там первые поселения (на островах среди топей). Начиная с середины XX в. геологические исследования последовательно опровергали эту теорию и в настоящее время принято считать, что главным препятствием для многочисленного долговременного населения в Южной Месопотамии долгое время была высокая аридность местного климата. В настоящее время большинство исследователей полагает, что в таких условиях могли существовать некие подвижные коллективы охотников-собирателей; однако весьма специфичные геологические условия региона и сам образ жизни таких общин делают обнаружение их следов трудновыполнимой задачей. На сегодняшний надёжные следы доубейдского населения в Южной Месопотамии неизвестны.
2. ↑  Предполагаемая многофункциональность убейдских общественных зданий затрудняет их надёжную классификацию; таковы «храмы» Эреду, Урука и Тепе-Гавры, «дома вождей» в Телль-Укайре и Телль-Абаде и др.
3. ↑  Линии древнейших каналов восстанавливаются по многочисленным находкам убейдских глиняных серпов.